# František Kováčik-Podmagurský
František Kováčik-Podmagurský (1. října 1902 Vrútky – 2. března 1975 Martin) byl slovenský hudební skladatel.

## Život
Narodil se 1. října 1902 ve Vrútkach. Vyučil se zámečníkem a pracoval v železničních dílnách. Naučil se hrát na housle, flétnu, trombón a na bicí nástroje a stal se členem spolkové kapely. V době vojenské služby byl členem vojenské hudby Zemského pluku č. 4 v Bratislavě. Po absolvování vojenské služby se již na železnici nevrátil, ale hrál v kinech a kavárnách. Založil šestnáctičlenný soubor, se kterým vystupoval po celém Slovensku.
Roku 1926 se oženil s Etelou Lamošovou-Ondrušovičovou. Měli dva syny. V roce 1927 zveřejnil své první skladby: Nečakaj ma a Vezie Jano fúru sena. Od roku 1928 vyučoval ve Vrútkách hru na housle a později i na klavír a akordeon. S Gáborem Kontšekem, učitelem v Košťanech nad Turcom, založil a řídil čtrnáctičlenný soubor, se kterým uváděl své vlastní skladby. Komponoval písně pro přední slovenské zpěváky, např. pro Melánii Olláryovou. Byl členem Armádního divadla v Martině.
V roce 1951 pro nemoc zanechal koncertní činnosti a působil již jen jako soukromý učitel hudby. Zemřel v Martině 2. března 1975. Písemná pozůstalost je uložena ve Slovenské národní knižnici.

## Dílo (výběr)
František Kováčik zkomponoval více než 200 skladeb a stal jedním z průkopníků slovenské populární písně.

### Operety
- Šepot paliem
- Najkrajšia láska
- Vy krásné Tatry malebné

### Písně
- Nečakaj ma
- Vezie Jano fúru sena
- Spievaj mi vetríčku
- Never, never dievčaťu
- V tieni hôr
- Študentská láska
- Ja mám srdce muzikantské
- Život je krásny
- Sedmikrásky
- Za vodou, za vodou
- Keď prídem k vám
- Kto sa žení pre peniaze
- Každý muž
- Čo je láska
- Ženy nemožno ignorovať
- Pochod Hlinkovej mládeže
- Rodu slovenského som ja
- Z úsmevu dýcha mier
- Pochod československej mládeže
- Pochod stavbárov
- Trucovitá Amália
- My jsme Lišáci